# Ruderbecken

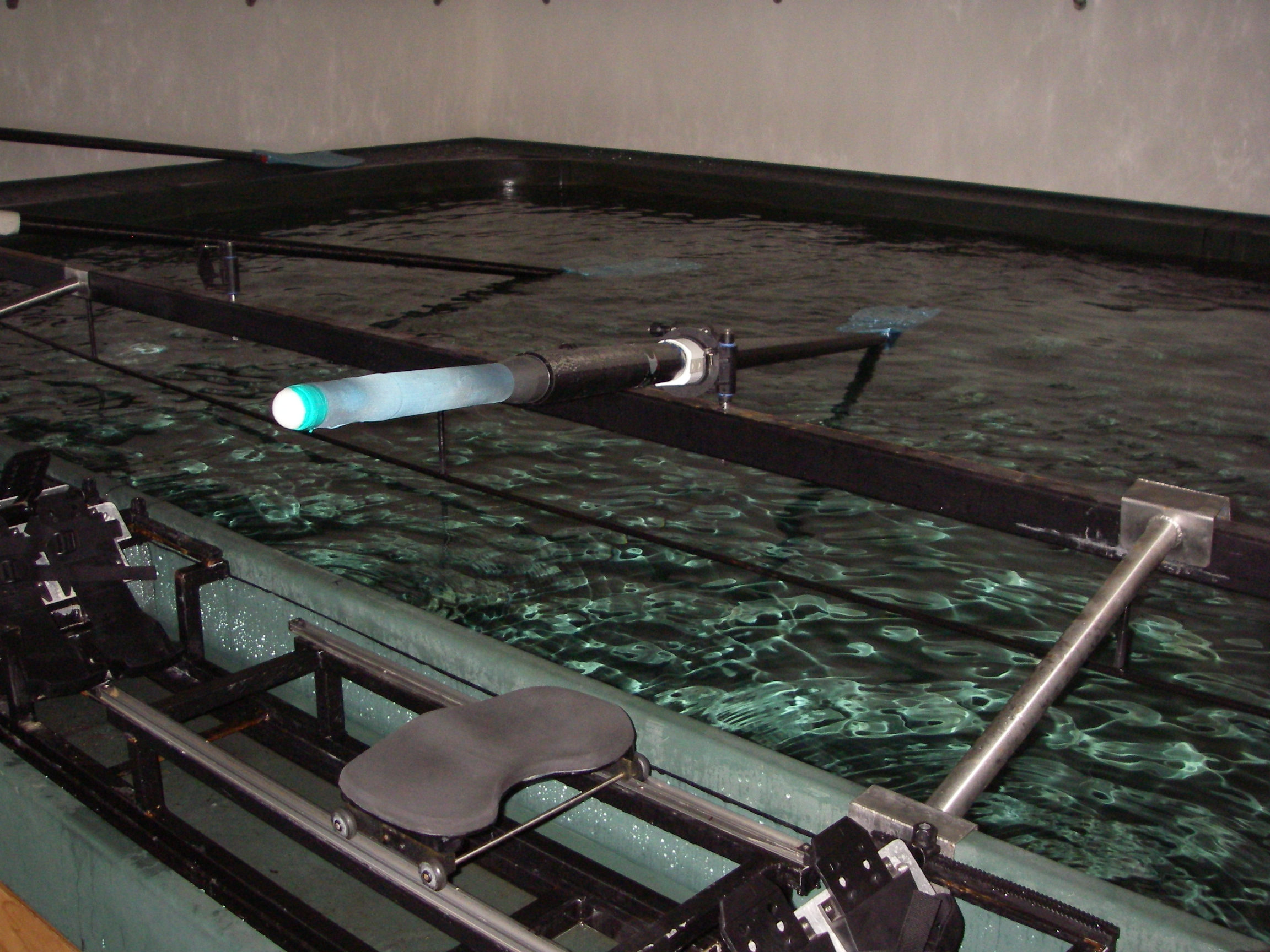
Ruderbecken beim Otago University Rowing Club, Dunedin, Neuseeland

Ein Ruderbecken ist eine meist in Rudervereinen oder Ruder-Leistungszentren vorzufindende Sportanlage, in der Rudern in einem Ruderboot simuliert werden kann. In ihm kann wetter- und jahreszeitenunabhängig die Kraftausdauer im Rudersport trainiert werden. So eine Anlage hat auch den Vorteil, dass die Körperhaltung und Sportausübung durch einen Trainer und durch Spiegel für die Sportler viel besser kontrolliert und verbessert werden kann als auf dem offenen Wasser. Auch Anfängerrudern wird auf Ruderbecken absolviert.

## Baubeschreibung
Das Ruderbecken befindet sich meist in einem separaten Raum oder abgetrennten Gebäudeteil. Die Anordnung der Rollsitze ist wie auch auf den Ruderbooten hintereinander, umgeben von einem flachen Wasserbecken, dessen Ausmaße durch den Gangweg der Riemen oder Skulls bestimmt wird. Zur besseren Zirkulation des durch die Ruderblätter bewegten Wassers sind vor und hinter den länglich angeordneten Ruderbänken Strömungsdurchlässe. Die Dollen, um die sich die Riemen oder Skulls bewegen, sind fest auf dem Boden neben den Ruderbänken verankert. Ruderbecken dienen nicht dem Ausdauersport. Eine sportliche Alternative zum Ruderbecken ist das Ruderergometer.
Die feste Sitzposition hat sich als wenig realitätsnah erwiesen und wird heute mehr und mehr durch im Wasserbecken schwimmende, aber kentersicher fixierte „Ruderboote“ ersetzt.

## Ruderkiste
Teilweise wird ein Ruderbecken auch als Ruderkiste bezeichnet. Der Begriff wird in Analogie zu einem Holzschemel gebraucht, der früher speziell als Sitzgelegenheit in offenen Ruderbooten verwendet wurde.